# Wilfried Klaus

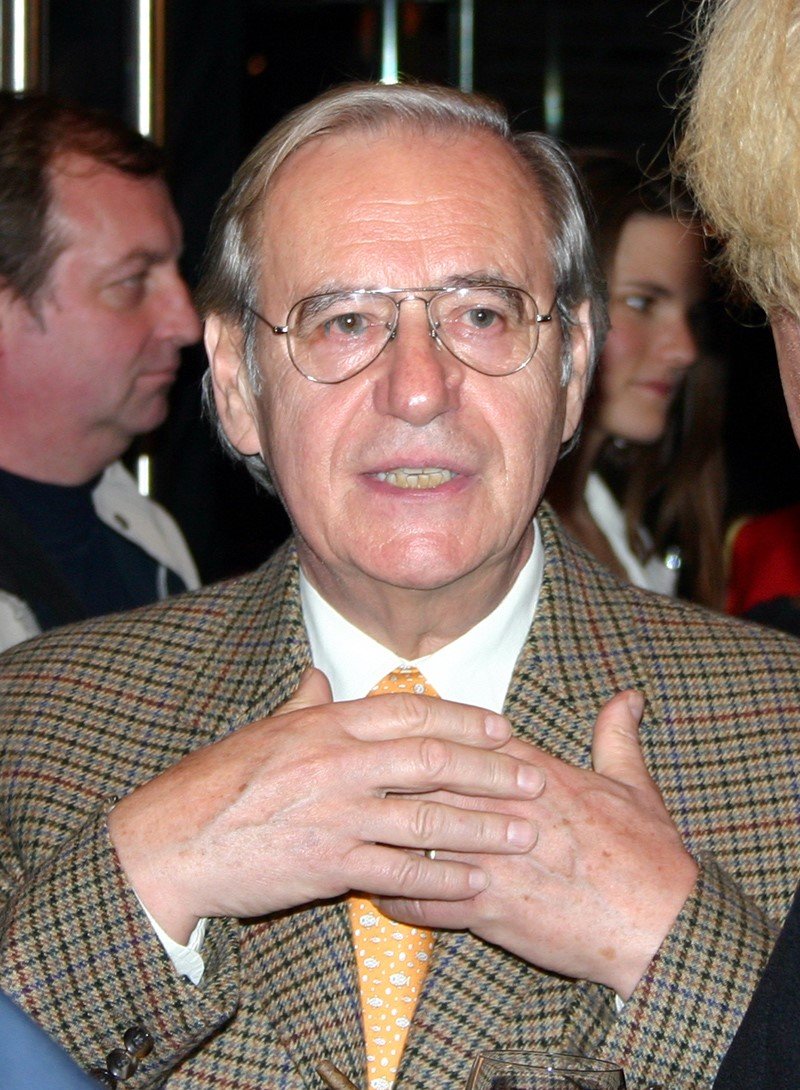
Wilfried Klaus (2005)

Wilfried Klaus (* 8. Juli 1941 in Bernau am Chiemsee) ist ein deutscher Schauspieler.

## Leben
Wilfried Klaus ist der Sohn einer Kunstlehrerin und wuchs in Bernau, Straubing und München auf. Nach seiner Schulzeit nahm er von 1958 bis 1960 privaten Schauspielunterricht bei Ruth von Zerboni in Gauting.
Sein erstes Engagement erhielt er 1960 am Münchner Volkstheater, wo er bis 1966 als festes Ensemblemitglied blieb. Im Anschluss daran folgte bis 1980 ein Engagement an der Lore-Bronner-Bühne in München. Zwischenzeitlich war er auch Gast an anderen Münchner Bühnen, so von 1976 bis 1978 am Theater Die Kleine Freiheit. Nach 1980 spielte er als Gast an der Kleinen Komödie München. Am Theater avancierte er zum Charakterdarsteller in klassischen Rollen, aber auch im komödiantischen Fach. Zudem entwickelte er eine Vorliebe für die Charaktere in Ludwig Thomas Werken.
Seit 1965 spielte er auch häufig im Fernsehen und arbeitete für den Rundfunk. Er wirkte als Schauspieler vor der Kamera in bisher über 130 Film-und-Fernsehproduktionen mit. Im Fernsehen übernahm er Gastrollen bei Krimiserien, Fernsehspielen und Mehrteilern und drehte auch Spielfilme. Von 1978 bis 2008 verkörperte er den Kriminalhauptkommissar Horst Schickl in der ZDF-Serie SOKO München. Er gehört damit zu den „Dauerbrennern“ in der Fernsehlandschaft, was die Darstellung derselben Figur betrifft. Sein letzter Auftritt in der Serie fand in der Episode Die Akte Göttmann statt. 2003 wurde er für seine Rolle als Kriminalhauptkommissar Horst Schickl zum Ehrenkommissar ernannt. 1983/1984 war Wilfried Klaus nach Gesprächen mit Hans W. Geißendörfer ursprünglich als Darsteller für die Rolle des Hans Beimer in der ARD-Serie Lindenstraße vorgesehen, die dann aber letztendlich mit Joachim Hermann Luger besetzt wurde.
Wilfried Klaus war auch gelegentlich als Synchronsprecher tätig.
Wilfried Klaus hat aus seiner ersten Ehe einen Sohn und lebt mit seiner zweiten Ehefrau Wera auf einem Bauernhof in Niederbayern.

## Filmografie (Auswahl)
- 1961: Funkstreife Isar 12 (Fernsehserie)
- 1966: Kommissar Freytag (Fernsehserie, 1 Folge)
- 1967: Kommissar Brahm (Fernsehserie, 1 Folge)
- 1968: Der Vater und sein Sohn (Fernsehserie)
- 1968: Graf Yoster gibt sich die Ehre (Fernsehserie, 2 Folgen)
- 1970: Die seltsamen Methoden des Franz Josef Wanninger (Fernsehserie, Folge 17 ''Diener gesucht'')
- 1970: Jonathan
- 1971–1978: Aktenzeichen XY … ungelöst (TV-Reihe, 11 Folgen, verschiedene Rollen)
- 1972: Marie
- 1972: Der Amateur
- 1972: Der Illegale
- 1972: Alpha Alpha (Fernsehserie)
- 1973: Sieben Tage
- 1973: Ein unheimlich starker Abgang
- 1973: Die merkwürdige Lebensgeschichte des Friedrich Freiherrn von der Trenck
- 1973: Der Vorgang
- 1973: Tatort: Weißblaue Turnschuhe
- 1973: Steig ein und stirb
- 1974: Der Herr Kottnik
- 1974: Münchner Geschichten (Fernsehserie)
- 1974: Der kleine Doktor – Folge: Zu viele Ärzte
- 1974: Telerop 2009 – Es ist noch was zu retten (Fernsehserie)
- 1974: Tatort: 3:0 für Veigl
- 1974: Kara Ben Nemsi Effendi
- 1975: Einöd
- 1975: Lina Braake oder Die Interessen der Bank können nicht die Interessen sein, die Lina Braake hat
- 1975: Revolte im Erziehungshaus
- 1976: Tatort: Transit ins Jenseits
- 1976–1990: Derrick (Fernsehserie, 8 Folgen, verschiedene Rollen)
- 1977: Die Jugendstreiche des Knaben Karl
- 1977: Anpassung an eine zerstörte Illusion
- 1977: Die Konsequenz
- 1977: Sachrang
- 1978–2008: SOKO München (Fernsehserie, 391 Folgen als Kriminalhauptkommissar Horst Schickl)
- 1978: Keiner kann was dafür
- 1978: Jauche und Levkojen
- 1978: Plutonium
- 1979: Andreas Vöst
- 1979: Die letzten Jahre der Kindheit
- 1979: Achtung Kunstdiebe (Fernsehserie, 13 Folgen)
- 1980: Es geht seinen Gang oder Mühen in unserer Ebene
- 1980: Der falsche Paß für Tibo
- 1980: Nirgendwo ist Poenichen
- 1981: Der lebende Leichnam
- 1981: Beim Bund (Fernsehserie)
- 1981–1986: Polizeiinspektion 1 (Fernsehserie, 5 Folgen, verschiedene Rollen)
- 1980–1989: Der Alte (Fernsehserie, 8 Folgen, verschiedene Rollen)
- 1982: Ein Fall für zwei (Fernsehserie, Folge: Kratzer im Lack)
- 1982: Doktor Faustus
- 1982: Die weiße Rose
- 1983: Friedliche Tage
- 1983: Die Story
- 1983: Monaco Franze (Fernsehserie)
- 1983–1984: Büro, Büro (Fernsehserie)
- 1984: Franz Xaver Brunnmayr
- 1984–1988: Die Wiesingers (Fernsehserie)
- 1985: Schwarz Rot Gold (Fernsehserie, 1 Folge)
- 1985: Big Mäc
- 1985: Tatort: Schicki-Micki
- 1986–1989: Lindenstraße (Fernsehserie, 4 Folgen, verschiedene Rollen)
- 1986: Geschichten aus der Heimat (Fernsehserie) (Fernsehserie, 1 Folge)
- 1986: Auf den Tag genau
- 1987: Die Krimistunde (Fernsehserie, 1 Folge)
- 1987–2014: Weißblaue Geschichten (Fernsehserie, 9 Folgen, verschiedene Rollen)
- 1988: Meister Eder und sein Pumuckl (Fernsehserie, 2 Folgen)
- 1988: Der Millionenbauer (Fernsehserie)
- 1990: Ein Heim für Tiere (Fernsehserie, 1 Folge)
- 1990: Ein anderer Liebhaber
- 1990: Heidi und Erni
- 1991: Tatort: Animals
- 1991: Erfolg
- 1993: Justiz
- 1994–1998: Der König (Fernsehserie, 1 Folge)
- 1994: Die Männer vom K3 (Fernsehserie, 1 Folge)
- 1994: Immenhof (Fernsehserie)
- 1997: Solo für Sudmann (Fernsehserie)
- 1998: Dr. Stefan Frank – Der Arzt, dem die Frauen vertrauen (Fernsehserie, 1 Folge)
- 1999: Rosamunde Pilcher: Möwen im Wind
- 2002: Café Meineid (Fernsehserie, 1 Folge)
- 2009: Ihr Auftrag, Pater Castell: Das Voynich Manuskript
- 2010: Utta Danella – Eine Nonne zum Verlieben
- 2010–2016: Die Rosenheim-Cops (Fernsehserie, 2 Folgen, verschiedene Rollen)
- 2011: Der Bergdoktor (Fernsehserie, 1 Folge)
- 2012: Pfarrer Braun: Ausgegeigt!
- 2014: Alles Verbrecher: Eiskalte Liebe
- 2014: München 7 (Fernsehserie, 1 Folge)
- 2015: Frühling zu zweit
- 2016: SOKO Stuttgart (Fernsehserie, 1 Folge)
- 2017: Hubert und Staller (Fernsehserie, 1 Folge)
- 2017: Sturm der Liebe (Fernsehserie, 16 Folgen als Gottfried Saalfeld)
- 2018: Frühling – Am Ende des Sommers
- 2019: Frühling – Das verlorene Mädchen
- 2024: Servus, Euer Ehren – Endlich Richterin (Fernsehfilm)

## Theaterrollen
- Jago in Othello
- Hamlet
- Lord Bobbyle in Charly's Tante